# Torneo Nacional de Ascenso 1995-96
La temporada 1995-96 del Torneo Nacional de Ascenso fue la cuarta edición del torneo argentino de segundo nivel para equipos de baloncesto creado en 1992.
El campeón fue Obras Santiarias de la ciudad de Buenos Aires, que derrotó en la final a Estudiantes de Olavarría y obtuvo el ascenso directo. Por su parte, el equipo bonaerense disputó un repechaje ante Ferro Carril Oeste de Buenos Aires por una plaza en la siguiente Liga Nacional, lugar que quedó en manos del equipo de la máxima división. A pesar de perder dicha serie, Estudiantes compró plaza en la Liga Nacional, la plaza de Luz y Fuerza de Posadas.

## Equipos participantes
| Club                      | Procedencia               | Estadio                        |
| Belgrano                  | San Nicolás, Buenos Aires |                                |
| SIDERCA                   | Campana, Buenos Aires     |                                |
| Obras Sanitarias          | Ciudad de Buenos Aires    | Obras Sanitarias               |
| Mendoza de Regatas        | Mendoza, Mendoza          |                                |
| San Andrés                | Malaver, Buenos Aires     |                                |
| La Unión                  | Colón, Entre Ríos         | Estadio Carlos Delasoie        |
| Echagüe                   | Paraná, Entre Ríos        | Estadio Luis Butta             |
| Gimnasia y Esgrima        | La Plata, Buenos Aires    | Polideportivo Víctor Nethol    |
| Estudiantes               | Olavarría, Buenos Aires   | Estadio Parque Carlos Guerrero |
| Ciclista Juninense        | Junín, Buenos Aires       | Estadio Raúl "chuni" Merlo     |
| Independiente             | Neuquén, Neuquén          | Estadio La Caldera             |
| Ben Hur                   | Rafaela, Santa Fe         |                                |
| Estudiantes               | Santa Rosa, La Pampa      |                                |
| Ateneo Popular Versailles | Ciudad de Buenos Aires    |                                |
| Central Entrerriano       | Gualeguaychú, Entre Ríos  | Estadio José María Bértora     |
| Santa Paula               | Gálvez, Santa Fe          |                                |

## Posiciones finales
| Equipo | Equipo                      |
| ------ | --------------------------- |
| 1.°    | Obras Sanitarias            |
| 2.°    | Estudiantes (Olavarría)     |
| 3.°    | Echagüe                     |
| 4.°    | Ben Hur                     |
| 5.°    | Independiente (Neuquén)     |
| 6.°    | Gimnasia y Esgrima La Plata |
| 7.°    | Estudiantes (Santa Rosa)    |
| 8.°    | Belgrano (San Nicolás)      |
| 9.°    | Mendoza de Regatas          |
| 10.°   | Santa Paula (Gálvez)        |
| 11.°   | La Unión (Colón)            |
| 12.°   | Ateneo Popular Versailles   |
| 13.°   | SIDERCA                     |
| 14.°   | Central Entrerriano         |
| 15.°   | Ciclista Juninense          |
| 16.°   | San Andrés (Malaver)        |

|  | Ascenso a la Liga Nacional. |
|  | Descenso a la Liga "B".     |

## Final por el ascenso
|             | Obras Sanitarias | 73–76 | Estudiantes (Olavarría) | Buenos Aires                       |  |  |
|             |                  |       |                         |                                    |  |  |
|             |                  |       |                         | Pabellón: Estadio Obras Sanitarias |  |  |
| serie 0 - 1 |                  |       |                         |                                    |  |  |
|             |                  |       |                         |                                    |  |  |

|             | Obras Sanitarias | 89–80 | Estudiantes (Olavarría) | Buenos Aires                       |  |  |
|             |                  |       |                         |                                    |  |  |
|             |                  |       |                         | Pabellón: Estadio Obras Sanitarias |  |  |
| serie 1 - 1 |                  |       |                         |                                    |  |  |
|             |                  |       |                         |                                    |  |  |

|             | Estudiantes (Olavarría) | 69–74 | Obras Sanitarias | Olavarría                 |  |  |
|             |                         |       |                  |                           |  |  |
|             |                         |       |                  | Pabellón: Parque Guerrero |  |  |
| serie 1 - 2 |                         |       |                  |                           |  |  |
|             |                         |       |                  |                           |  |  |

|             | Estudiantes (Olavarría) | 72–84 | Obras Sanitarias | Olavarría                 |  |  |
|             |                         |       |                  |                           |  |  |
|             |                         |       |                  | Pabellón: Parque Guerrero |  |  |
| serie 1 - 3 |                         |       |                  |                           |  |  |
|             |                         |       |                  |                           |  |  |